# Football League Cup 1979-1980
La Football League Cup 1979-1980 è stata la 20ª edizione del terzo torneo calcistico più importante del calcio inglese, la 14ª in finale unica. La manifestazione ebbe inizio l'11 agosto 1979 e si concluse il 15 marzo 1980 con la finale di Wembley.
Il trofeo fu vinto dal Wolverhampton Wanderers, che nell'atto conclusivo si impose sul Nottingham Forest con il punteggio di 1-0.
A partire da questa edizione, in caso di parità nell'aggregato delle sfide di primo e secondo turno, non viene più disputato il replay, ma applicata la regola dei gol in trasferta, ma solo dopo i tempi supplementari e se necessario l'esecuzione dei calci di rigore. Mentre nelle semifinali, la parità di gol fra andata e ritorno, prevede l'effettuazione dell'extra time ed eventualmente il ricorso al replay.

## Formula
La Football League Cup era riservata alle 92 squadre della Football League. Il torneo era composto da scontri ad eliminazione diretta, che prevedevano nel primo e nel secondo turno, due match: regola dei gol in trasferta in caso di parità, ma solo dopo i tempi supplementari ed a seguire eventuali calci di rigore. Analogamente anche le semifinali, si disputavano con il doppio confronto di andata e di ritorno, ma a differenza di quanto accadeva nei primi due round, una parità di gol nell'aggregato anche dopo i supplementari, dava luogo all'effettuazione della partita di ripetizione (quindi niente regola dei gol fuori casa). Mentre dal terzo al quinto turno ed in finale si giocava una singola gara: se l'esito risultava un pareggio si procedeva ad una ripetizione a campi invertiti fino a quando non c'era una vincitrice (in finale invece si rigiocava sempre in campo neutro). Nell'eventualità di un pari anche nel replay si disputavano i tempi supplementari.
|                              | Squadre che entrano in questo turno                                                                    | Squadre qualificate dal turno precedente    |
| ---------------------------- | --- | ------------------------------------------- |
| Primo turno (56 squadre)     | - 24 squadre dalla Fourth Division - 24 squadre dalla Third Division - 8 squadre dalla Second Division |                                             |
| Secondo turno (64 squadre)   | - 22 squadre dalla First Division - 14 squadre dalla Second Division                                   | - 28 squadre vincitrici del primo turno     |
| Terzo turno (32 squadre)     | | - 32 squadre vincitrici del secondo turno   |
| Quarto turno (16 squadre)    | | - 16 squadre vincitrici del terzo turno     |
| Quarti di finale (8 squadre) | | - 8 squadre vincitrici del quarto turno     |
| Semifinali (4 squadre)       | | - 4 squadre vincitrici dei quarti di finale |
| Finale (2 squadre)           | | - 2 squadre vincitrici delle semifinali     |

## Primo turno
| Squadra 1         | Totale          | Squadra 2       | Andata         | Ritorno        |
| ----------------- | --------------- | --------------- | -------------- | -------------- |
|                   |                 |                 | 11 agosto 1979 | 14 agosto 1979 |
| Blackpool         | 2 - 1           | Rochdale        | 1 - 1          | 1 - 0          |
| Bradford City     | 3 - 2           | Darlington      | 0 - 2          | 3 - 0          |
| Bury              | 2 - 6           | Blackburn       | 0 - 3          | 2 - 3          |
| Chester City      | 2 - 1           | Walsall         | 2 - 1          | 0 - 0          |
| Chesterfield      | 6 - 3           | Hartlepool Utd  | 5 - 1          | 1 - 2          |
| Colchester Utd    | 3 - 2           | Watford         | 2 - 0          | 1 - 2          |
| Gillingham        | 4 - 1           | Luton Town      | 3 - 0          | 1 - 1          |
| Grimsby Town      | 2 - 0           | Scunthorpe Utd  | 2 - 0          | 0 - 0          |
| Halifax Town      | 2 - 3           | Shrewsbury Town | 2 - 2          | 0 - 1          |
| Leicester City    | 1 - 5           | Rotherham Utd   | 1 - 2          | 0 - 3          |
| Lincoln City      | 3 - 3 (3-4 dcr) | Barnsley        | 2 - 1          | 1 - 2 (d.t.s.) |
| Mansfield Town    | 3 - 3 (gfc)     | York City       | 1 - 0          | 2 - 3 (d.t.s.) |
| Newport County    | 1 - 2           | Plymouth        | 1 - 0          | 0 - 2          |
| Peterborough Utd  | 4 - 2           | Charlton        | 3 - 1          | 1 - 1          |
| Portsmouth        | 1 - 3           | Swindon Town    | 1 - 1          | 0 - 2          |
| Sheffield Utd     | 2 - 4           | Doncaster       | 1 - 1          | 1 - 3          |
| Sheffield Weds    | 3 - 2           | Hull City       | 1 - 1          | 2 - 1          |
| Swansea City      | 4 - 1           | Bournemouth     | 4 - 1          | 0 - 0          |
| Torquay Utd       | 4 - 3           | Bristol Rovers  | 1 - 2          | 3 - 1 (d.t.s.) |
| Wimbledon FC      | 6 - 2           | Aldershot       | 4 - 1          | 2 - 1          |
| Wrexham           | 3 - 2           | Carlisle Utd    | 1 - 1          | 2 - 1          |
|                   |                 |                 | 11 agosto 1979 | 15 agosto 1979 |
| Hereford Utd      | 2 - 5           | Exeter City     | 1 - 3          | 1 - 2          |
| Huddersfield Town | 5 - 2           | Crewe Alexandra | 2 - 1          | 3 - 1          |
| Oxford Utd        | 2 - 7           | Reading         | 1 - 5          | 1 - 2          |
| Port Vale         | 1 - 3           | Tranmere        | 1 - 2          | 0 - 1          |
| Stockport County  | 2 - 1           | Wigan           | 2 - 1          | 0 - 0          |
|                   |                 |                 | 13 agosto 1979 | 15 agosto 1979 |
| Northampton Town  | 4 - 3           | Millwall        | 2 - 1          | 2 - 2          |
|                   |                 |                 | 15 agosto 1979 | 21 agosto 1979 |
| Southend Utd      | 6 - 2           | Brentford       | 2 - 1          | 4 - 1          |

## Secondo turno
| Squadra 1        | Totale          | Squadra 2         | Andata         | Ritorno          |
| ---------------- | --------------- | ----------------- | -------------- | ---------------- |
|                  |                 |                   | 28 agosto 1979 | 3 settembre 1979 |
| Bolton           | 1 - 2           | Southend Utd      | 1 - 2          | 0 - 0            |
|                  |                 |                   | 28 agosto 1979 | 4 settembre 1979 |
| Birmingham City  | 3 - 1           | Preston N.E.      | 2 - 1          | 1 - 0            |
| Brighton         | 4 - 1           | Cambridge Utd     | 2 - 0          | 2 - 1            |
| Bristol City     | 2 - 1           | Rotherham Utd     | 1 - 0          | 1 - 1            |
| Burnley          | 1 - 3           | Wolverhampton     | 1 - 1          | 0 - 2            |
| Chesterfield     | 3 - 0           | Shrewsbury Town   | 3 - 0          | 0 - 0            |
| Grimsby Town     | 5 - 1           | Huddersfield Town | 1 - 0          | 4 - 1            |
| Northampton Town | 4 - 3           | Oldham Athletic   | 3 - 0          | 1 - 3            |
| Plymouth         | 4 - 3           | Chelsea           | 2 - 2          | 2 - 1            |
| Sheffield Weds   | 2 - 3           | Manchester City   | 1 - 1          | 1 - 2            |
| West Ham Utd     | 5 - 1           | Barnsley          | 3 - 1          | 2 - 0            |
|                  |                 |                   | 28 agosto 1979 | 5 settembre 1979 |
| Notts County     | 1 - 0           | Torquay Utd       | 0 - 0          | 1 - 0            |
| QPR              | 4 - 1           | Bradford City     | 2 - 1          | 2 - 0            |
| Southampton      | 8 - 0           | Wrexham           | 5 - 0          | 3 - 0            |
| Swindon Town     | 2 - 1           | Chester City      | 1 - 0          | 1 - 1            |
|                  |                 |                   | 29 agosto 1979 | 4 settembre 1979 |
| Derby County     | 1 - 2           | Middlesbrough     | 0 - 1          | 1 - 1 (d.t.s.)   |
| Ipswich Town     | 0 - 1           | Coventry City     | 0 - 1          | 0 - 0            |
| Leeds Utd        | 1 - 8           | Arsenal           | 1 - 1          | 0 - 7            |
| Leyton Orient    | 4 - 4 (4-5 dcr) | Wimbledon FC      | 2 - 2          | 2 - 2 (d.t.s.)   |
| Reading          | 6 - 7           | Mansfield Town    | 4 - 3          | 2 - 4            |
| Stockport County | 1 - 8           | Crystal Palace    | 1 - 1          | 0 - 7            |
| Stoke City       | 4 - 2           | Swansea City      | 1 - 1          | 3 - 1 (d.t.s.)   |
| Tranmere         | 0 - 4           | Liverpool         | 0 - 0          | 0 - 4            |
| West Bromwich    | 2 - 1           | Fulham            | 1 - 1          | 1 - 0            |
|                  |                 |                   | 29 agosto 1979 | 5 settembre 1979 |
| Blackburn        | 2 - 8           | Nottingham Forest | 1 - 2          | 1 - 6            |
| Colchester Utd   | 2 - 2 (8-9 dcr) | Aston Villa       | 0 - 2          | 2 - 0 (d.t.s.)   |
| Doncaster        | 4 - 6           | Exeter City       | 3 - 1          | 1 - 5 (d.t.s.)   |
| Everton          | 2 - 1           | Cardiff City      | 2 - 0          | 0 - 1            |
| Gillingham       | 3 - 5           | Norwich City      | 1 - 1          | 2 - 4            |
| Peterborough Utd | 1 - 0           | Blackpool         | 0 - 0          | 1 - 0            |
| Sunderland       | 4 - 4 (7-6 dcr) | Newcastle Utd     | 2 - 2          | 2 - 2 (d.t.s.)   |
| Tottenham        | 3 - 4           | Manchester Utd    | 2 - 1          | 1 - 3            |

## Terzo turno
| Squadra 1         | Risultato | Squadra 2         |
| ----------------- | --------- | ----------------- |
| 25 settembre 1979 |           |                   |
| Arsenal           | 2 - 1     | Southampton       |
| Aston Villa       | 0 - 0     | Everton           |
| Crystal Palace    | 1 - 2     | Wolverhampton     |
| Grimsby Town      | 3 - 1     | Notts County      |
| Liverpool         | 3 - 1     | Chesterfield      |
| Mansfield Town    | 0 - 3     | QPR               |
| Middlesbrough     | 1 - 3     | Nottingham Forest |
| Northampton Town  | 0 - 1     | Brighton          |
| Plymouth          | 0 - 0     | Wimbledon FC      |
| West Ham Utd      | 1 - 1     | Southend Utd      |
| 26 settembre 1979 |           |                   |
| Birmingham City   | 1 - 2     | Exeter City       |
| Manchester City   | 1 - 1     | Sunderland        |
| Norwich City      | 4 - 1     | Manchester Utd    |
| Peterborough Utd  | 1 - 1     | Bristol City      |
| Stoke City        | 2 - 2     | Swindon Town      |
| West Bromwich     | 2 - 1     | Coventry City     |

### Replay
| Squadra 1      | Risultato      | Squadra 2        |
| -------------- | -------------- | ---------------- |
| 1 ottobre 1979 |                |                  |
| Southend Utd   | 0 - 0 (d.t.s.) | West Ham Utd     |
| 2 ottobre 1979 |                |                  |
| Bristol City   | 4 - 0          | Peterborough Utd |
| Wimbledon FC   | 1 - 0 (d.t.s.) | Plymouth         |
| 3 ottobre 1979 |                |                  |
| Sunderland     | 1 - 0          | Manchester City  |
| Swindon Town   | 2 - 1          | Stoke City       |
| 9 ottobre 1979 |                |                  |
| Everton        | 4 - 1          | Aston Villa      |

### Secondo Replay
| Squadra 1      | Risultato | Squadra 2    |
| -------------- | --------- | ------------ |
| 8 ottobre 1979 |           |              |
| West Ham Utd   | 5 - 1     | Southend Utd |

## Quarto turno
| Squadra 1       | Risultato | Squadra 2         |
| --------------- | --------- | ----------------- |
| 30 ottobre 1979 |           |                   |
| Brighton        | 0 - 0     | Arsenal           |
| Bristol City    | 1 - 1     | Nottingham Forest |
| Grimsby Town    | 2 - 1     | Everton           |
| Liverpool       | 2 - 0     | Exeter City       |
| QPR             | 1 - 1     | Wolverhampton     |
| Wimbledon FC    | 1 - 2     | Swindon Town      |
| 31 ottobre 1979 |           |                   |
| Sunderland      | 1 - 1     | West Ham Utd      |
| West Bromwich   | 0 - 0     | Norwich City      |

### Replay
| Squadra 1         | Risultato | Squadra 2     |
| ----------------- | --------- | ------------- |
| 5 novembre 1979   |           |               |
| West Ham Utd      | 2 - 1     | Sunderland    |
| 6 novembre 1979   |           |               |
| Wolverhampton     | 1 - 0     | QPR           |
| 7 novembre 1979   |           |               |
| Norwich City      | 3 - 0     | West Bromwich |
| 13 novembre 1979  |           |               |
| Arsenal           | 4 - 0     | Brighton      |
| 14 novembre 1979  |           |               |
| Nottingham Forest | 3 - 0     | Bristol City  |

## Quarti di finale
| Squadra 1       | Risultato | Squadra 2         |
| --------------- | --------- | ----------------- |
| 4 dicembre 1979 |           |                   |
| Arsenal         | 1 - 1     | Swindon Town      |
| Grimsby Town    | 0 - 0     | Wolverhampton     |
| West Ham Utd    | 0 - 0     | Nottingham Forest |
| 5 dicembre 1979 |           |                   |
| Norwich City    | 1 - 3     | Liverpool         |

### Replay
| Squadra 1         | Risultato      | Squadra 2    |
| ----------------- | -------------- | ------------ |
| 11 dicembre 1979  |                |              |
| Swindon Town      | 4 - 3 (d.t.s.) | Arsenal      |
| Wolverhampton     | 1 - 1 (d.t.s.) | Grimsby Town |
| 12 dicembre 1979  |                |              |
| Nottingham Forest | 3 - 0          | West Ham Utd |

### Secondo Replay
| Squadra 1        | Risultato | Squadra 2     |
| ---------------- | --------- | ------------- |
| 18 dicembre 1979 |           |               |
| Grimsby Town     | 0 - 2     | Wolverhampton |

## Semifinali
| Squadra 1         | Totale | Squadra 2     | Andata          | Ritorno          |
| ----------------- | ------ | ------------- | --------------- | ---------------- |
|                   |        |               | 22 gennaio 1980 | 12 febbraio 1980 |
| Nottingham Forest | 2 - 1  | Liverpool     | 1 - 0           | 1 - 1            |
| Swindon Town      | 3 - 4  | Wolverhampton | 2 - 1           | 1 - 3            |

## Finale
| Arbitro: | David Richardson |

|          |           |  |
| Gray 67’ | Marcatori |  |

| Wolverhampton Wanderers | Nottingham Forest |

| WOLVERHAMPTON WANDERERS |                  |
|                         |                  |
| 1                       | Paul Bradshaw    |
| 2                       | Geoff Palmer     |
| 3                       | Derek Parkin     |
| 4                       | Peter Daniel     |
| 5                       | Emlyn Hughes (C) |
| 6                       | George Berry     |
| 7                       | Kenny Hibbitt    |
| 8                       | Willie Carr      |
| 9                       | Andy Gray        |
| 10                      | John Richards    |
| 11                      | Mel Eves         |
| A disposizione:         |                  |
| 12                      | Colin Brazier    |
| Manager:                |                  |
| John Barnwell           |                  |

|                 |                   |  |  |
|                 |                   |  |  |
| 1               | Peter Shilton     |  |  |
| 2               | Viv Anderson      |  |  |
| 3               | Frank Gray        |  |  |
| 4               | John McGovern (C) |  |  |
| 5               | David Needham     |  |  |
| 6               | Kenny Burns       |  |  |
| 7               | Martin O'Neill    |  |  |
| 8               | Ian Bowyer        |  |  |
| 9               | Garry Birtles     |  |  |
| 10              | Trevor Francis    |  |  |
| 11              | John Robertson    |  |  |
| A disposizione: |                   |  |  |
| 12              | John O'Hare       |  |  |
| Manager:        |                   |  |  |
| Brian Clough    |                   |  |  |